# Зграда у Ул. Краља Петра I бр. 10 у Сомбору
Зграда у Ул. Краља Петра I 10 у Сомбору (некадашња улица М. Тита) подигнута је 1912. године и представља непокретно културно добро као споменик културе од великог значаја.

## Изглед зграде
Породична стамбена зграда подигнута је према пројекту будимпештанског архитекте Шандора Херцега за Давида Коњовића. Разуђена основа двоспратне зграде решена је у облику ћириличног слова „П“, увученог централног дела и два истурена бочна крила. Једноставно обрађено зидно платно наглашене једноставности геометријских форми обликовано је у духу сецесије. Бочни испади ка улици и средишњи део завршени су забатима у облику заобљеног троугла, док су пиластри који рашчлањују зидно платно степенасто распоређени. Поред геометријских украса на вратима и огради, фасада је у централном делу декорисана стилизованим круговима, правоугаоницима и елипсама, док су бочни испади украшени волутама. У кући је живео сликар Милан Коњовић.
Конзерваторски радови су извођени 1997. године.